# Дорда, Кристиан
Кристиан Дорда (нем. Christian Dorda; 6 декабря 1988, Мёнхенгладбах, ФРГ) — немецкий футболист, защитник клуба «Юрдинген 05».

## Карьера
Начинал заниматься в школе «Вегберг», откуда в восемь лет перешёл в главную команду города — «Боруссию». Там он занимался до 2006 года, пока не был взят во вторую команду. После 28 игр в трёх сезонах Регионаллиге стал подпускаться к тренировкам с сновным составом. 8 ноября 2008 года дебютировал в Бундеслиге в гостевом матче 12-го тура против билефельдской «Арминии». Матч закончился победой «Боруссии» со счётом 2:0 благодаря дублю Марко Марина, сам Дорда вышел в основном составе и провёл на поле весь матч. Всего в своём первом сезоне в главном первенстве страны провёл семь матчей, заменяя травмированного Жана-Себастьяна Жореса. В сезоне 2009/10 был заявлен за команду, но участие в чемпионате не принимал.
В августе 2014 года перешёл в бельгийский «Вестерло», подписав с клубом контракт на два года.
16 июня 2015 года Кристиан Дорда подписал двухлетний контракт с клубом «Ганза».